# Wunda
Wunda és un gran cràter d'impacte de la superfície del satèl·lit d'Urà Umbriel. Mesura 131 km de diàmetre i es troba prop de l'equador de la lluna. S'anomena això en honor de Wunda, un esperit obscur de la mitologia aborigen d'Austràlia.
Wunda té una característica d'albedo prominent al seu terra, amb forma d'anell amb material brillant de com a mínim 10 km d'amplada radial. La raó de la seva brillantor, que destaca sobre la obscuritat de la lluna, es desconeix; podria ser un dipòsit de gel de diòxid de carboni.